# Hyaleucerea gigantea
Hyaleucerea gigantea är en fjärilsart som beskrevs av Druce 1884. Hyaleucerea gigantea ingår i släktet Hyaleucerea och familjen björnspinnare. Inga underarter finns listade i Catalogue of Life.